# Uomini di Dio
Uomini di Dio (Des hommes et des dieux) è un film del 2010 diretto da Xavier Beauvois e basato sull'assassinio dei monaci di Tibhirine avvenuto nel 1996.
Il titolo originale, tradotto letteralmente Uomini e Dei, si riferisce ad una citazione biblica presentata all'inizio del film: Io ho detto: «Voi siete dèi, siete tutti figli dell'Altissimo». Eppure morirete come ogni uomo (Salmo 82.6-7).
Il film ha vinto il Grand Prix Speciale della Giuria del 63º Festival di Cannes.

## Trama
Negli anni novanta, in un villaggio isolato tra i monti dell'Algeria, otto monaci cistercensi di origine francese vivono in armonia con i loro fratelli musulmani, abitanti del villaggio, cui prestano aiuto medico e farmacologico (uno di loro è medico). Tuttavia, quando un attacco terroristico sconvolge la regione, la pace e tranquillità che caratterizzavano la loro vita sono in procinto di essere cancellate. Man mano che la violenza e il terrore integralista della guerra civile si diffondono nella regione, i monaci si ritrovano dinnanzi a un bivio: decidere se rimanere accanto al villaggio, i cui abitanti contano sulla presenza dei religiosi, correndo il rischio di essere rapiti e uccisi, o ritornare in Francia, stabilendosi altrove. I monaci si pongono questa difficile domanda, che mette alla prova la loro fede, il loro coraggio e il loro attaccamento a questa terra e ai suoi abitanti. La vita di ogni giorno e la preghiera della comunità sono permeate da questa tensione drammatica. Sono in gioco le loro relazioni all'interno della loro comunità, i profondi legami che li uniscono alla popolazione e lo spirito di pace e di carità che essi vogliono  opporre alla violenza che infierisce nel paese.
Nonostante l'invito ad andarsene, proveniente anche dalle autorità, i monaci decidono di restare al loro posto pur di continuare ad aiutare la popolazione locale, mettendo così in grave pericolo la loro stessa vita per amore di Cristo.

## Produzione

### Ideazione
Il progetto per la realizzazione del film è nato nel 2006 quando, in occasione del decimo anniversario della morte di sette monaci cistercensi in Algeria ad opera di un gruppo terroristico, la vicenda è stata riesaminata dai media, mettendo in luce come l'uccisione potrebbe essere stata causata da un errore dell'esercito algerino durante un tentativo di salvataggio. Etienne Comar rimase colpito dalla vicenda, decidendo quindi di approfondire la storia, affascinato soprattutto dai motivi che hanno spinto i monaci a restare nonostante i rischi della guerra civile. Decise inoltre di tentare di scrivere una sceneggiatura e nel 2008 ne presentò una prima bozza al regista Xavier Beauvois, che accettò di collaborare al progetto. I due, durante le loro ricerche hanno incontrato diversi teologi, soggiornando anche per una settimana presso l'Abbazia di Tamié, sulle Prealpi dei Bauges, nella Savoia francese. Alcune ispirazioni sono arrivate dagli scritti di due dei monaci assassinati: Christian de Chergé e Christophe Lebreton. Inoltre è stato chiesto ad un consulente monastico, Henry Quinson, di correggere eventuali errori e aggiungere contenuti liturgici e storici per cercare di rendere la storia più autentica possibile. Successivamente la sceneggiatura è stata inviata ai parenti dei monaci defunti, che hanno reagito positivamente al progetto.
La produzione è stata guidata dalla Why Not Productions, con la collaborazione di Armada Films e France 3. Il Centre national du cinéma et de l'image animée, istituzione cinematografica nazionale presieduta dal Ministero della Cultura francese, ha garantito il suo sostegno finanziario. Il budget è stato di circa quattro milioni di euro.

### Casting
Gli attori ingaggiati per interpretare gli otto monaci sono stati: Michael Lonsdale, Olivier Rabourdin, Philippe Laudenbach, Jacques Herlin, Loïc Pichon, Xavier Maly, Jean-Marie Frin e Olivier Perrier, nei panni rispettivamente di frate Luc, frate Christophe, frate Célestin, frate Amédée, frate Jean-Pierre, frate Michel, frate Paul e frate Bruno. Lambert Wilson invece ha interpretato Christian, il padre superiore del monastero. Tutti gli attori che hanno dovuto interpretare i monaci hanno seguito un corso di formazione professionale per circa un mese, in cui hanno imparato i canti gregoriani e tipici dell'ordine cistercense che vengono recitati nel film. Ogni attore inoltre, ha trascorso una settimana nell'Abbazia di Tamié, vivendo il più possibile la vita monastica.
Per quanto riguarda il resto del cast, Abdelhafid Metalsi ha interpretato Nouredine; Sabrina Ouazani una giovane abitante locale di nome Rabbia; Abdallah Moundy ha interpretato il ruolo di Omar; mentre Farid Larbi ha recitato il ruolo del terrorista Alli Fayattia.

### Riprese
Le riprese sono iniziate all'inizio del mese di dicembre 2009 nei pressi di Meknès, in Marocco, e si sono concluse due mesi dopo. La location principale è stata il monastero benedettino di Tioumliline, rimasto inutilizzato e incustodito per più di 40 anni. Lo scenografo Michel Barthélémy lo ha rinnovato, adattandolo ai fatti reali avvenuti nel 1996 in Algeria, facendolo quindi somigliare a quello di Tibhirine.

## Distribuzione
La pellicola è stata presentata per la prima volta al Festival di Cannes il 18 maggio 2010. Durante la 63ª edizione del festival cinematografico francese la pellicola ha vinto il premio Grand Prix Speciale della Giuria. Il regista Xavier Beauvois aveva già visto un suo film partecipare al Festival nel 1995, quando N'oublie pas que tu vas mourir ottenne il premio della giuria.
Dall'8 settembre 2010 è stato distribuito nelle sale cinematografiche francesi a cura della Mars Distribution. In Italia è stato distribuito dal 22 ottobre dalla Lucky Red. Negli Stati Uniti l'uscita è prevista per il 25 febbraio 2011 a cura della Sony Pictures.

## Altri media
Nel film Io prima di te, i protagonisti Louisa Clark e William Traynor, ne guardano una copia in DVD, in lingua originale sottotitolato.

## Accoglienza

### Incassi
Il film ha incassato oltre 3.000.000 di euro in Francia e oltre 30 milioni di dollari in tutto il mondo.
È stato classificato il film più produttivo del 2010, avendo reso il 229% in più di quanto è costato.

### Critica
In Francia la pellicola è stata accolta da recensioni molto positive. Le Figaro l'ha definita un «film perfetto, unico». Il regista Beauvois è stato osannato anche da Le Monde che ha messo in luce come abbia osato ottenendo ottimi risultati. Télérama ha evidenziato l'ottimo lavoro di Caroline Champetier per la fotografia, spiegando anche come la pellicola riesca a rappresentare degnamente l'immensa fede dei monaci di Tibhirine. Secondo la rivista Les Inrocks gli attori «hanno incarnato magnificamente l'essere religiosi, portando ad interrogarsi sulle nozioni di coraggio, eroismo, altruismo, forza, solidarietà e le condizioni esistenziali di ognuno di noi, credenti e non».

## Riconoscimenti
- Festival di Cannes 2010: Grand Prix Speciale della Giuria, Premio della Giuria Ecumenica
- Premi Lumière 2011: miglior film, miglior attore (Michael Lonsdale), premio della CST (Caroline Champetier)
- 3 Premi César 2011: miglior film, migliore attore non protagonista (Michael Lonsdale) e migliore fotografia
- National Board of Review Awards 2010: miglior film straniero
- Premio Gianni Di Venanzo 2010: miglior fotografia straniera